# Desierto de Chalbi
Desierto de Chalbi es un pequeño desierto en el norte de Kenia, cerca de la frontera con Etiopía. El desierto se encuentra al este del lago Turkana, el mayor lago de desierto permanente en el mundo. El poblado de Horr del norte se encuentra en el desierto. Marsabit es la ciudad más cercana.